# Aechmea organensis
Aechmea organensis là một loài thực vật có hoa trong họ Bromeliaceae. Loài này được Wawra mô tả khoa học đầu tiên năm 1880.